# 봉화 광산 매몰 사고
봉화 광산 매몰 사고(奉化鑛山埋沒事故)는 2022년에 대한민국 경상북도 봉화군 재산면 갈산리 금호탄광에서 일어난 붕괴 사고이다.

## 1차 사고
2022년 8월 29일에 발생한 광석이 무너졌으며, 광부 10명 중의 1명이 사망하고, 1명 부상하였다.

## 2차 사고
2022년 10월 26일에 발생한 광석이 또 무너졌으며, 매몰 구조된 지 9일만에 11월 5일 밤 11시경 2명이 생환되었다.

## 같이 보기
- 광산
- 청양 구봉광산 매몰 사고
- 2010년 산호세 광산 붕괴 사고